# Path of Exile 2
Path of Exile 2 — компьютерная игра в жанре action/RPG, разработанная новозеландской компанией Grinding Gear Games для PlayStation 5, Xbox Series X/S, а также Windows.  Это продолжение Path of Exile (2013), её действие происходит в том же самом мире, оформленном в духе тёмного фэнтези. Path of Exile 2 представляет собой игру в духе серии Diablo — с таким же положением камеры, напоминающим изометрическую проекцию, и схожим геймплеем, где игрок должен исследовать мир, уничтожать множество врагов и получать ценные предметы. Игра была выпущена в раннем доступе 6 декабря 2024 года.

## Игровой процесс
Как и оригинал, вторая часть Path of Exile представляет собой action/RPG «с видом сверху». Полная версия игры должна содержать 6 актов кампании, 100 локаций, 600 видов монстров, 100 боссов, 1500 пассивных умений, 12 классов персонажей, 36 классов восхождения, 240 камней умений, 200 камней поддержки и 700 видов экипировки. Основная кампания игры должна занимать от 40 до 50 часов, из них первые три акта занимают около 25 часов. После окончания кампании игрокам доступен «эндгейм» — часть игры, в которой игроки могут провести ещё сотни часов. Эндгейм, как и в первой игре, пополняется с помощью «лиг» — периодически выпускаемых дополнений, каждая с собственным сюжетом, особыми механиками и возможностью получить ценные награды. Некоторые такие наборы контента представляют собой обновлённые версии лиг из Path of Exile — например, «испытание» Trial of the Sekhemas воспроизводит популярную лигу The Forbidden Sanctum, где игрокам предлагается для прохождения случайно генерируемое подземелье в духе roguelike. «Атлас» — заключительный режим игры, доступный в эндгейме — организован схожим образом с аналогичным режимом в первой части: это обширная, потенциально бесконечная карта, которую конструирует сам игрок, добавляя «путеводные камни» и тем самым определяя опасности и награды для новых и новых открывающихся зон.
Path of Exile 2 содержит намного более сложные по сравнению с первой частью бои с боссами — предполагается, что персонажи многих игроков будут погибать при первой встрече с боссом, и игрок должен разобраться в механиках каждого такого сражения, выбирать удачные моменты для атаки и подстраиваться под действия босса, чтобы добиться победы. Поскольку игра предполагает, что игровой персонаж будет часто погибать на боссах, в основной кампании каких-либо штрафов за смерти не предусмотрено — попытки можно повторять сколько угодно раз. Однако очки здоровья босса полностью восстанавливаются при каждой смерти игрового персонажа, так что каждую такую попытку приходится начинать с самого начала.
Одно из нововведений игры по сравнению с первой частью — перекат с уклонением: этот перекат не ограничен каким-либо временем восстановления, его можно применять постоянно, и он содержит «кадры неуязвимости» (англ. iframes) — во время части анимации переката персонаж не получает урон. Этот перекат сближает Path of Exile 2 с играми наподобие Dark Souls и Elden Ring, позволяя «танцевать» вокруг врага, избегать его атак и изучать, как ведёт себя противник. В отличие от первой игры, в Path of Exile 2 есть «золото» — универсальная внутриигровая валюта, за которую можно покупать вещи у неигровых персонажей-торговцев. Она не используется для сделок между игроками. В одиночном режиме можно приостановить игру на паузу. Разработчики переработали систему фляг, оставив две: для здоровья и маны. Фляги заряжаются по мере убийства врагов. Помимо здоровья и маны, добавлен ещё один ресурс — дух. Он позволяет применять постоянные умения, например, ауры, которые раньше расходовали ману. В игре появился новый тип предметов — амулеты, которые автоматически защищают персонажа от различных дебаффов и типов урона.
Авторы сделали сиквел более дружелюбным для новичков — первая часть отличалась большим количеством механик, в которых трудно разобраться. Директор Grinding Gear Games Джонатан Роджерс заявил: «Path of Exile была известна как безумно сложная игра, но мы хотим, чтобы ещё больше людей смогли открыть для себя этот удивительный мир». Он подчеркнул, что студия уделила особое внимание эндгейм-контенту, назвав его ключевым фактором при создании ролевого боевика. Проект ориентирован на большое количество контента, разработанного с учётом высокоуровневого геймплея.
Игра включает в себя кооперативный онлайн-режим до шести человек с функциями кросс-платформы и кросс-прогресса, а также локальный мультиплеер для консолей. Релиз игры в раннем доступе состоялся 6 декабря 2024 года. На старте раннего доступа игра содержала лишь три акта сюжетной кампании из планируемых шести и шесть классов героев из двенадцати, у каждого класса — два пути Восхождения, то есть подкласса или специализации, из планируемых трёх. Она также содержала два испытания — Trial of the Sekhemas и Trialmaster’s Challenge. После окончания первых трёх актов кампании версия в раннем доступе предлагала для доступа к эндгейму пройти те же самые три акта с самого начала, но на увеличенной сложности — в качестве временной замены четвертого, пятого и шестого актов. По словам разработчиков, темп игры кампании и эндгейма отличаются между собой: кампания более медленная, эндгейм — быстрый, больше похожий на первую часть.

## Разработка
Path of Exile 2 была анонсирована в ноябре 2019 года на конференции Exilecon. Изначально предполагалось, что сиквел будет представлять собой лишь новую сюжетную линию из семи актов, которую должны были добавить в первую часть в виде отдельного дополнения. Новые сюжетные линии, наряду со старыми, должны были иметь иметь общий финал и игроки могли выбрать: пройти оригинальную кампанию Path of Exile или сиквел, прежде чем попасть на одну и ту же концовку. Игроки могли взаимодействовать друг с другом независимо от выбранной ими кампании. Однако в 2023 году было объявлено, что Path of Exile 2 станет самостоятельной игрой из-за возросших масштабов проекта.

По словам разработчиков, они не пошли по пути компании Blizzard, которые сделали Diablo 4 ближе к MMO, и сделали больший акцент на экшен-составляющей «с уклоном в хардкор», напрямую вдохновляясь такими проектами как Elden Ring: 
[Нам] определённо по душе элементы экшен-игр. Не так всё завязано на перезарядке, а больше о том: „Какой навык лучше всего использовать здесь, в этот момент, потому что это как раз подходящая ситуация". Также [важно], чтобы вы никогда не теряли контроль над своим персонажем... Мы движемся в этом направлении. Это своего рода наш основной приоритет.
Выход игры в раннем доступе состоялся в конце 2024 года, хотя изначально предполагалось, что бета-версия проекта станет доступна «в самом конце» 2020-го. Однако релиз был отложен из-за начавшейся пандемии COVID-19 в Новой Зеландии и других странах мира, где расположены аутсорсинговые компании. Разработчики подчеркнули, что после релиза сиквела внутриигровые покупки будут доступны в обеих играх, за исключением несовместимых, хотя изначально планировалось перенести достигнутый игроками прогресс во вторую часть, сделав высокоуровневый контент общим для обоих проектов. Вторая часть сохранила условно-бесплатную модель распространения, без каких-либо элементов «Pay-to-win». В октябре стало известно, что релиз игры в раннем доступе перенесён с 15 ноября на 6 декабря. Разработчики объяснили это доработкой серверной инфраструктуры, чтобы избежать возможной потери игроками доступа к купленным предметам.
4 апреля 2025 года состоялся выпуск первого крупного обновления — «Начало охоты». В игру добавили новый класс — Копейщицу, сочетающую ближний и дальний бой. Помимо этого появились три класса восхождения для уже существующих классов, умение «Сотворение призрака» (позволяющее создавать призрачную копию убитых врагов), а также возможность призвать союзного юнита Роа (которого можно будет использовать как ездовое животное). В игру добавили более 100 новых камней поддержки, 100 новых уникальных предметов, семь новых эндгейм-карт, дополнительные эндгейм-механики (в том числе огоньки, как в лиге «Заклятие» из первой части и рекомбинация, позволяющая объединить два предмета одинакового типа).